# 覚源
覚源（かくげん、長保2年（1000年） - 治暦元年8月18日（1065年9月20日））は、平安時代後期の真言宗の日本の僧。花山天皇の第3皇子。母は不詳だが、一説には平平子（若狭守平祐忠女）とも言われている。法名は覚深とも表記する（『東大寺別当次第』）。宮僧正と呼ばれた。

## 略歴
醍醐寺の明観に師事して出家し、その後深覚・仁海から灌頂を受けた。1030年（長元3年）伝法阿闍梨に任じられ、醍醐寺座主に就任、ついで権大僧都となった。1048年（永承3年）東寺長者・法務となる。永承5年（1050年）10月、後冷泉天皇の護持僧の労により権少僧都になる。更に弟深観の後を受けて東寺長者に補任される。天喜2年（1054年）権大僧都に任ぜられる。翌年東大寺別当を兼ねる。同5年、法印に叙される。康平5年（1062年）権僧正に任ぜられる。治暦元年8月、66歳で入寂した。